# Amateurs in Space
Amateurs in Space er en film instrueret af Max Kestner.

## Handling
Peter Madsen (42) og Kristian von Bengtson (39) arbejder hårdt for at gøre deres drømme til virkelighed. De er i færd med at bygge en rumraket, der skal kunne føre et menneske med sig ud i rummet. Peter skal være astronauten på den første tur. Det har Kristians kæreste bedt om. Peter og Kristian står i et gammelt, beskidt værksted på Refshaleøen og bygger raketten. Hver dag ankommer Kristian kl. 9:15, når han har afleveret børnene i institutionen. Lige før han ankommer, sender han Peter en sms om at han er på vej. På den måde kan Peter lige nå at trille ud fra sin soveplads under raketten og springe i tøjet. Peter Madsen er selvlært ubådsbygger med speciale i at få det umulige til at ske. Han har ansvaret for booster-delen, der skal skubbe rumfartøjet ud af jordens atmosfære. Kristian von Bengtson er tidligere ansat i NASA og har ansvaret for rumskibs-delen, der skal bære Peter ud i rummet - og hjem igen. Alt i raketten er hjemmebygget, og materialerne er købt i det lokale byggemarked.